# Jesús Alberto Lara
Jesús Alberto Lara García (Salamanca, Guanajuato, México, 8 de abril de 1994), es futbolista mexicano. Se desempeña en la posición de centrocampista, fue formado por todo el proceso de formación desde fuerzas básicas del Cruz Azul. Actualmente milita en el Club de Fútbol Zacatepec Siglo XXI.

## Clubes
| Club                    | País   | Año             |
| ----------------------- | ------ | --------------- |
| C. D. Cruz Azul         | México | 2012 - 2014     |
| C. D. Cruz Azul Hidalgo | México | 2014 - 2015     |
| C. F. Zacatepec XXI     | México | 2015 - 2017     |
| Cimarrones de Sonora    | México | 2017 - 2018     |
| C. D. Veracruz          | México | 2018 - 2019     |
| C. F. Zacatepec XXI     | México | 2019 - Presente |

## Palmarés

### Campeonatos internacionales
| Torneo                  | Club      | País   | Año  |
| ----------------------- | --------- | ------ | ---- |
| Concacaf Liga Campeones | Cruz Azul | México | 2014 |